# Camarão (futebolista)
Annibal de Andrade Torres, mais conhecido como Camarão (Santos, 2 de fevereiro de 1902 - Santos, 24 de maio de 1984) foi um futebolista e treinador de futebol brasileiro.
Ex-jogador versátil, podia atuar tanto na ponta-direita, como na meia, ou no ataque.
Era irmão do também jogador Siriri, ao qual atuaram juntos pelo Santos FC.

## Carreira
Foi contratado pelo Santos FC junto ao Brasil FC, de Santos, em 1923. Camarão foi o autor do primeiro gol do Peixe, na inauguração dos refletores da Vila Belmiro. O jogo foi contra a Seleção Santista, no dia 21 de março de 1931 e a partida terminou em 1 a 1.
Vestiu a camisa do Santos FC de 1923 a 1932, atuou em 270 partidas e marcou 147 gols, o que torna o 11º maior artilheiro da história santista.
Além de defender o Santos FC como jogador, Camarão foi treinador do clube de 1937 a 1939.